# 维也纳大学档案馆

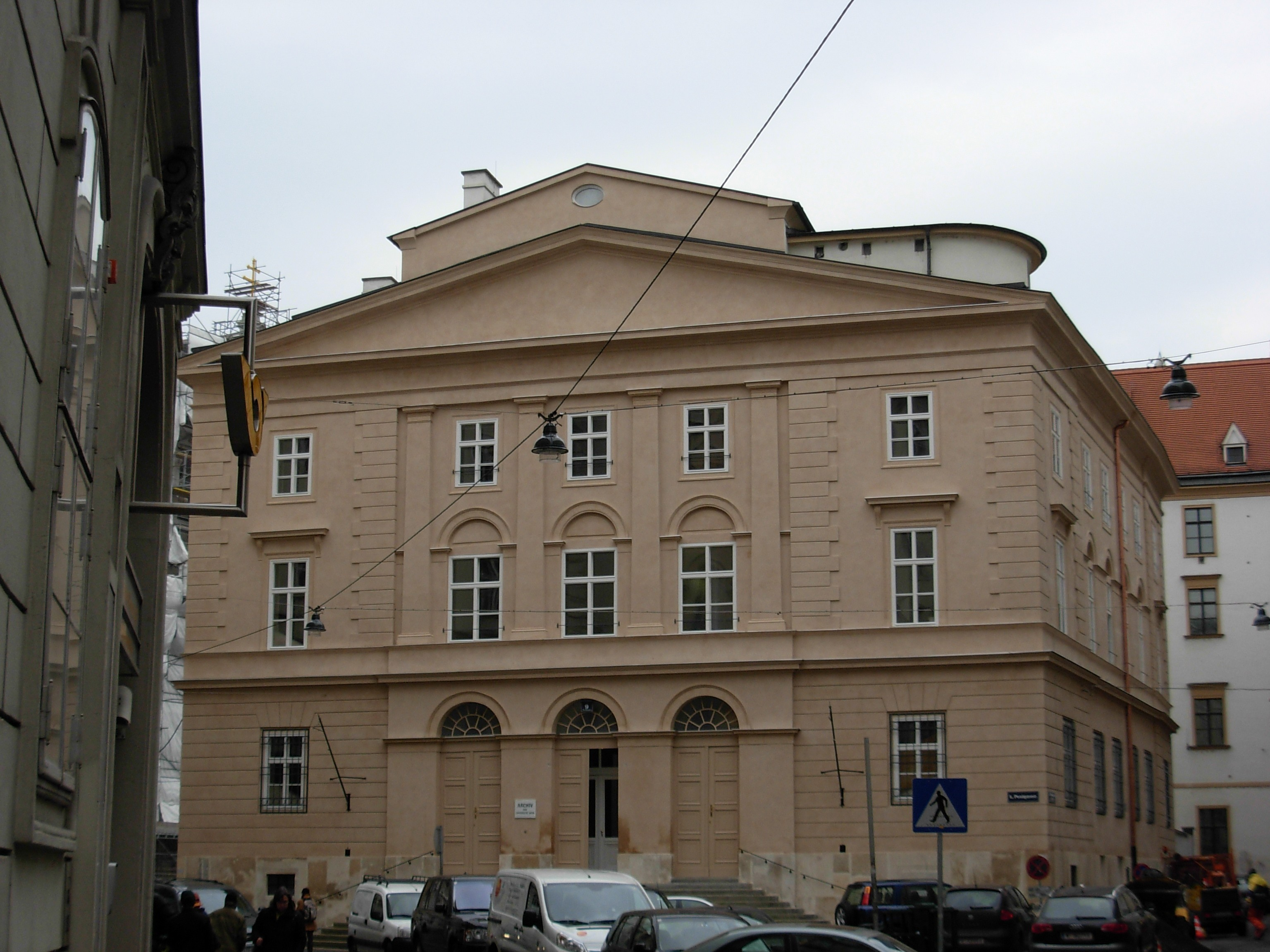
2008年维也纳大学档案馆改造后的外观

维也纳大学档案馆（德語：Archiv der Universität Wien）属于维也纳大学，负责保存、索引和提供大学的历史记录和大学历史收藏，用于大学管理、科学研究和教学，以及保护合法的个人利益。

## 历史

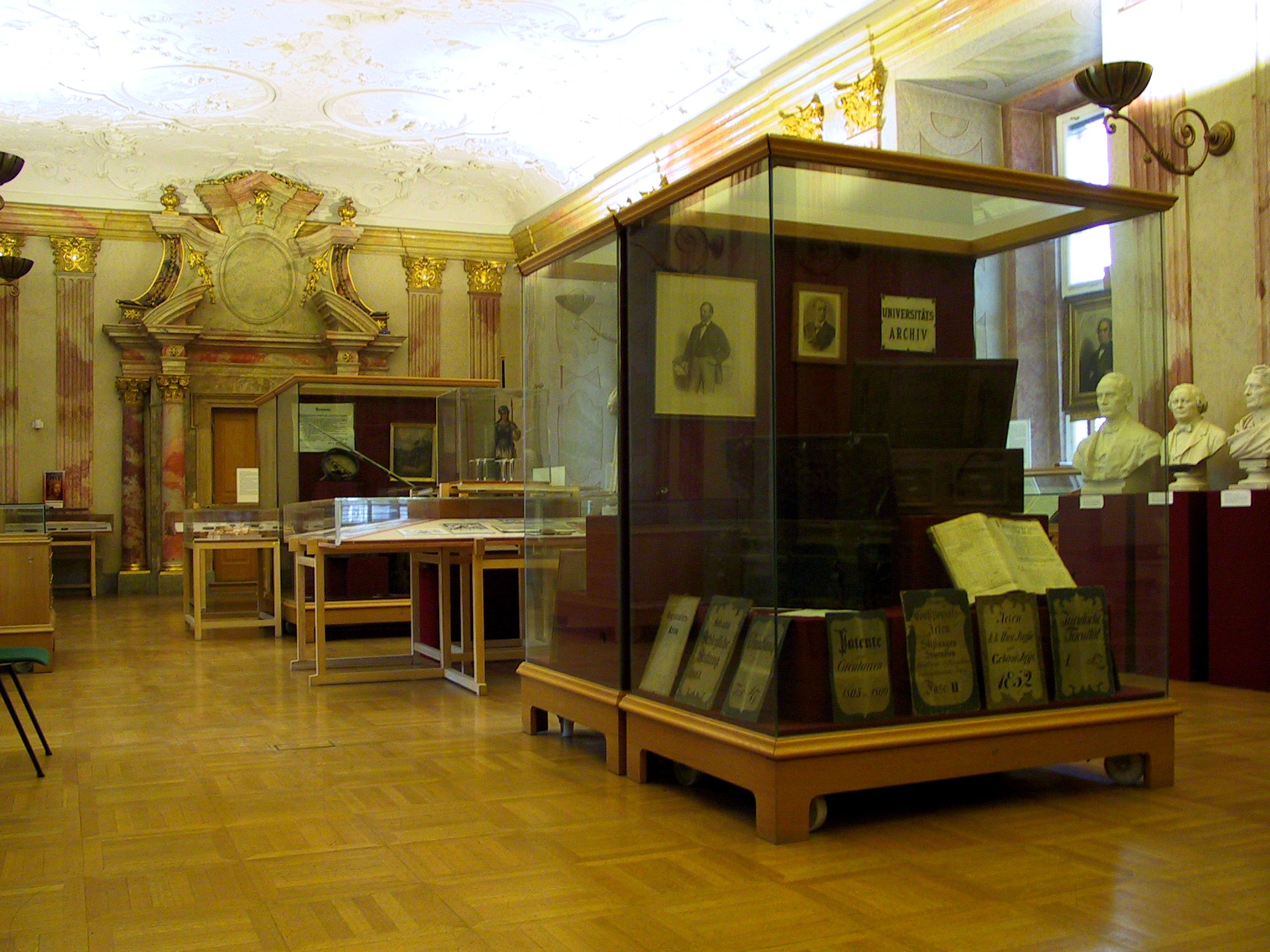
维也纳大学档案馆展示馆藏（原耶稣会食堂）

1388年，大学购买了第一个大学档案柜（Archa universitatis）。校长们将大学的法律文件和印章存放在这个铁制的档案柜里。近代以来，神学系和法学系的教授都被委以大学档案馆的职务。最古老的综合清单和查找帮助可以追溯到1708年。1875年，卡尔·施劳夫（Karl Schrauf）受聘为首任全职专业档案保管员和历史学家，汇集了各个办公室的历史清单，使它们可供研究之用。大学档案馆，包括官方图书馆，即原教区图书馆（Rektoratsbibliothek）和展示馆藏区，即大学博物馆（Universitätsmuseum），成为维也纳大学历史和科学史的服务和研究中心。今天，档案馆在组织上是维也纳大学图书馆和档案服务设施的一部分。自1997年1月1日以来，奥地利科学史学会一直位于大学档案馆中。